# Mont Tehama
Vous lisez un « bon article » labellisé en 2012.
Le mont Tehama, Mount Tehama en anglais, est un volcan andésitique éteint situé à l'extrémité méridionale de la chaîne des Cascades dans le Nord de la Californie. Il se trouve à la frontière entre les comtés de Shasta et de Tehama, au sein du parc national volcanique de Lassen. Après avoir été actif entre 600 000 et 400 000 ans avant notre ère et avoir atteint plus de 3 300 mètres d'altitude, il a été fortement érodé. Il est désormais constitué par les restes d'une caldeira et Brokeoff Mountain, le sommet principal situé sur son rebord occidental, s'élève à 2 815 mètres d'altitude, derrière un autre volcan du parc, le pic Lassen, apparu il y a 28 000 ans à moins de sept kilomètres au nord. Alors que la région est durablement colonisée dès le début du XIXe siècle, les propriétés géophysiques puis le potentiel touristique du volcan sont exploités économiquement entre le milieu de ce siècle et du suivant. Le panorama depuis le sommet est très prisé et la randonnée pédestre comme à skis restent populaires, grâce aux fortes chutes de neige en hiver.

## Toponymie
Tehama est une municipalité située au sud de Red Bluff, en Californie du Nord, qui a donné son nom au comté de Tehama et au volcan. Certains de ses sommets, en particulier Brokeoff Mountain, à environ 75 kilomètres au nord-est, sont visibles depuis la petite ville et ses plaines environnantes. Tehama, aussi orthographié Tehemet, pourrait d'après Alfred Louis Kroeber avoir été un village amérindien d'origine nomlaki, une branche wintun. Clara Hisken suggère une explication étymologique où Tehama désignerait une « petite ville aux grands arbres ». Il pourrait également signifier, d'après l'historien Doug Kyle, « hautes eaux, plaine, peu profond », décrivant par-là une plaine inondable.
Brokeoff Mountain, point culminant du mont Tehama, est ainsi nommée en raison de la verticalité de sa face nord qui a fait penser, des premiers colons jusqu'au géologue du début des années 1930 Howel Williams, à un énorme glissement de terrain.

## Géographie

### Situation
Le mont Tehama est situé dans l'Ouest de États-Unis, à la limite entre les comtés de Shasta et Tehama, dans le Nord de l'État de Californie. Il se trouve à une quarantaine de kilomètres au nord-ouest du lac Almanor et environ 70 kilomètres à l'ouest-sud-ouest du lac Eagle. Le pic Lassen est à seulement 6,5 kilomètres au nord-est du point culminant de la montagne. Redding est à environ 70 kilomètres à l'ouest-nord-ouest et San Francisco à 160 kilomètres au sud-sud-ouest. Le mont Tehama fait partie de la chaîne des Cascades. Il est l'un des volcans du sud de l'arc volcanique des Cascades et il fait partie du parc national volcanique de Lassen. La montagne est traversée par la Lassen Peak Highway, portion de la California State Route 89 dont l'accès est fermé en hiver.

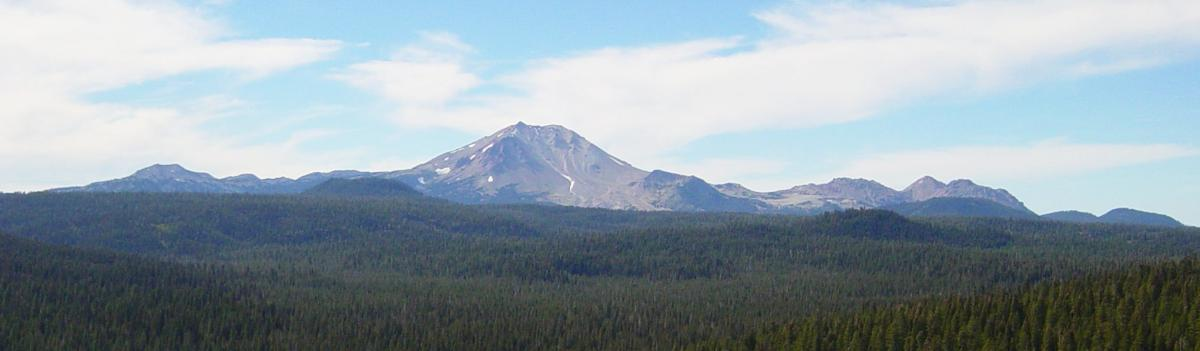
Vue panoramique du mont Tehama à gauche, du pic Lassen au centre et de Chaos Crags à droite, depuis le Cinder Cone à l'est.

### Topographie

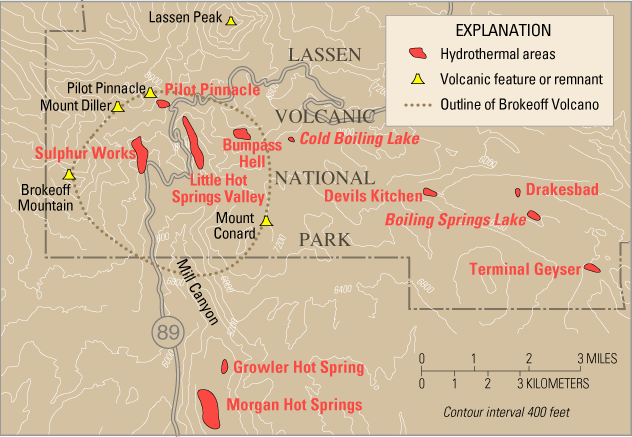
Carte géologique de la région volcanique de Lassen ; le mont Tehama est appelé Brokeoff Volcano.

Le mont Tehama est un volcan éteint constitué par les restes d'une ancienne caldeira et dont le point culminant, Brokeoff Mountain sur son rebord occidental, s'élève à 2 815 mètres d'altitude, ce qui en fait le second plus haut sommet du parc national volcanique de Lassen après le pic Lassen. Sa hauteur de culminance, mesurée par rapport à ce dernier, est de 279 mètres. Les autres cimes importantes de la montagne sont le mont Diller (2 770 mètres) au nord-ouest, Pilot Pinnacle (2 708 mètres) et le pic Eagle (2 811 mètres) au nord, le mont Helen (2 695 mètres) au nord-est, Bumpass Mountain (2 668 mètres) à l'ouest, le mont Conard (2 501 mètres) au sud-est et le pic Diamond (2 429 mètres) au centre de l'ancienne caldeira. Celle-ci est ouverte au sud et forme deux cirques naturels où prennent leur source West et East Sulphur Creek qui alimentent Mill Creek. Elle abrite quelques lacs : le lac Helen, au nord, est le plus étendu avec environ 400 mètres de diamètre et une trentaine de mètres de profondeur ; quelques centaines de mètres à l'ouest se trouve le lac Emerald, avec 200 mètres de longueur pour 150 mètres de largeur environ ; entre Brokeoff Mountain et le mont Diller se situent les lacs Ridge dont les dimensions ne dépassent pas 100 mètres ; tout comme le lac Forest, sur le versant sud-est de Brokeoff Mountain,,.

### Géologie

Schéma de la zone tectonique de la chaîne des Cascades.

L'arc volcanique des Cascades apparaît 36 millions d'années BP à l'aplomb d'une zone de subduction formée par l'enfoncement de la plaque Juan de Fuca sous la plaque nord-américaine. La chaîne des Cascades telle qu'elle se présente de nos jours se met en place entre 7 et 5 millions d'années BP, au début du Pliocène. Avec la séparation simultanée de la plaque Explorer de la plaque Juan de Fuca et l'épaississement de la zone de subduction, l'angle du plan de Wadati-Benioff augmente. Les frictions deviennent plus intenses, le relief s'accroît et le volcanisme reprend. À l'instar des principaux volcans des High Cascades,, le mont Tehama apparaît dans la région volcanique de Lassen, où une activité volcanique est présente depuis plus de trois millions d'années. Il se forme durant une période éruptive vers 600 000 ans BP sur une série de failles. La plus puissante de ces éruptions atteint au moins cinquante fois la puissance dégagée lors de celle du mont Saint Helens en 1980. Au cours du Pléistocène, de constantes coulées de lave andésitique s'échappent de la caldeira, entremêlant les strates et élevant la montagne. À cette époque, le volcan atteint ses dimensions maximales, comparables au mont Saint Helens, avec un diamètre de 18 à 24 kilomètres à sa base et une altitude de plus de 3 300 mètres,. Il reste actif pendant approximativement 200 000 ans. Les éruptions varient de nuées ardentes à des coulées de lave andésitique à olivine et autres minéraux. À la fin du Pléistocène, un cône tardif se forme sur le versant nord-est du mont Tehama et émet des coulées vitreuses de lave dacitique.

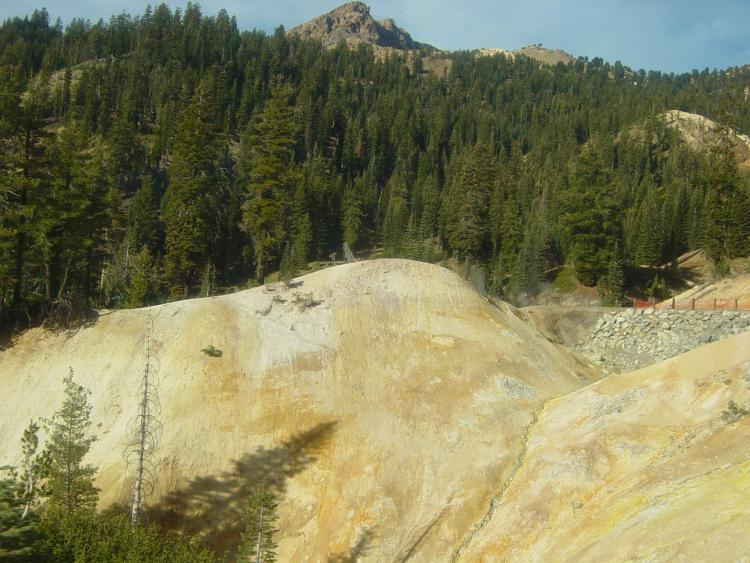
Vue de la source géothermique de Sulphur Works, supposée être à l'aplomb de l'ancienne cheminée volcanique.

Avec le temps, l'érosion de l'édifice volcanique devient importante, sous l'effet des glaciers, et accélérée par une activité hydrothermale, jusqu'à son effondrement. La dacite solidifiée forme les reliefs du mont Conard et du pic Diamond. Le reste de l'édifice constitue une caldeira de trois kilomètres de diamètre dont le fond se remplit de brèches. L'ouverture vers le sud empêche la formation d'un vaste lac de cratère et une évolution de type Crater Lake. Une partie des restes du mont Tehama sont enfouis sous le pic Lassen. Sulphur Works, une zone connue pour ses fortes odeurs putrides, est considérée comme le centre de l'ancienne caldeira. Elle se situe près de Diamond Point, l'emplacement de la cheminée volcanique supposée du Tehama. Avec la disparition du mont Tehama, le magma devient plus siliceux et l'activité volcanique se déplace vers le nord, au pic Lassen et au-delà.

### Climat

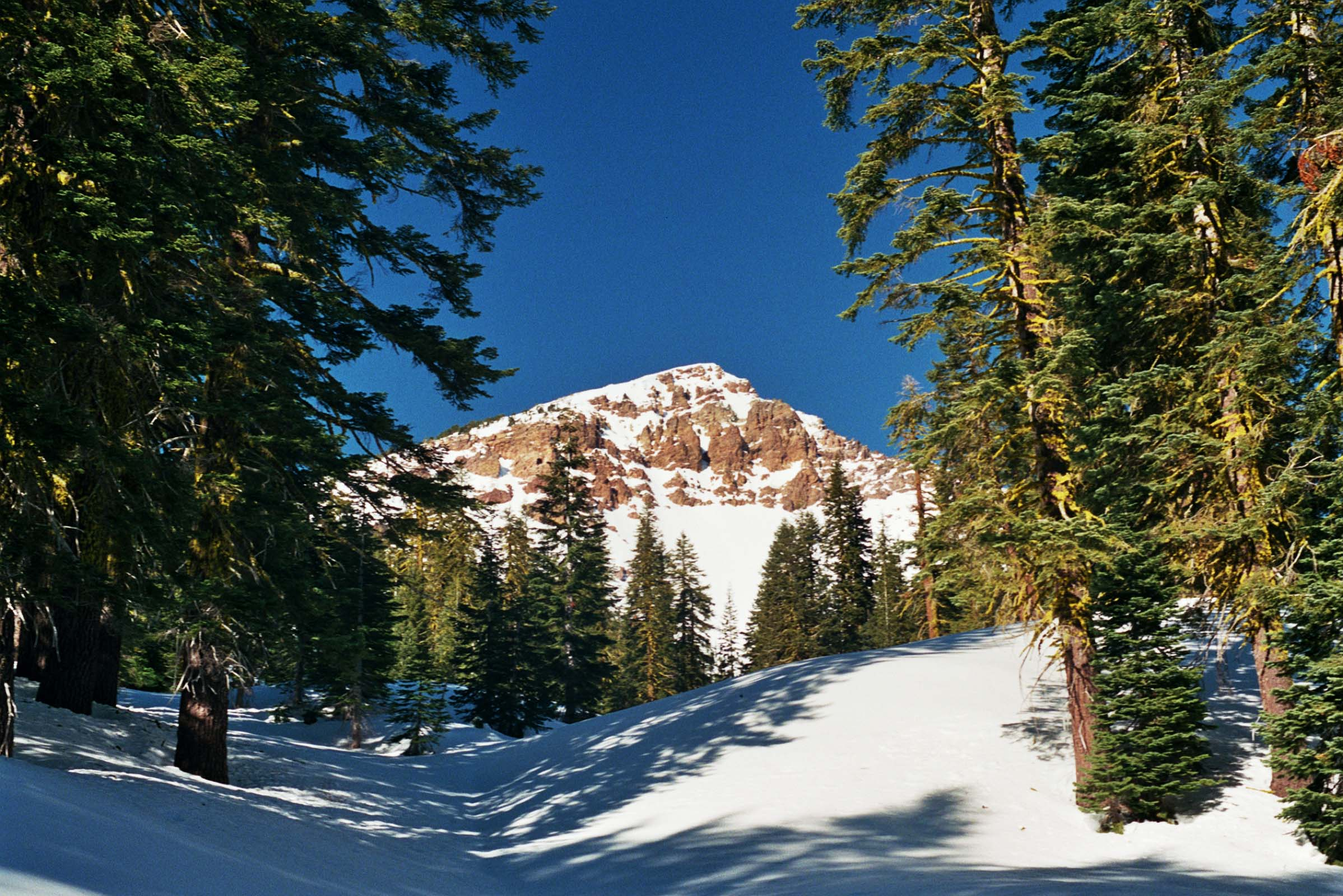
Vue de Brokeoff Mountain en décembre.

Les précipitations sur le mont Tehama proviennent, comme dans toute la chaîne des Cascades, des masses d'air humide de l'océan Pacifique amenées par le biais des vents dominants d'ouest. Elles butent sur le relief imposé par la montagne et se déversent principalement sur le versant occidental par phénomène d'ombre pluviométrique. De ce fait, elles avoisinent des hauteurs annuelles d'eau de 1 000 mm en moyenne, pouvant aller jusqu'à 1 800 mm à l'instar de 1983. Cela se traduit par ailleurs par d'importantes quantités de neige. Ainsi, le record relevé à la station du lac Manzanita, la plus proche et la plus comparable du point de vue de l'altitude avec le mont Tehama, au nord-ouest du pic Lassen et sur le versant occidental de Chaos Crags, est de 8,40 mètres de neige cumulée durant l'année 1952. Certains névés, où près de dix mètres de neige s'accumulent parfois, peuvent perdurer jusqu'à mi-août.
| Mois                                        | jan.       | fév.       | mars       | avril      | mai        | juin      | jui.      | août      | sep.      | oct.       | nov.       | déc.       | année      |
| ------------------------------------------- | ---------- | ---------- | ---------- | ---------- | ---------- | --------- | --------- | --------- | --------- | ---------- | ---------- | ---------- | ---------- |
| Température minimale moyenne (°C)           | −6,6       | −6,2       | −4,9       | −2,4       | 1,4        | 4,9       | 7,6       | 6,7       | 4,7       | 1,1        | −2,9       | −5,5       | −0,2       |
| Température moyenne (°C)                    | −0,8       | −0,1       | 1,1        | 4,1        | 8,7        | 13        | 16,8      | 16,1      | 13,4      | 8,4        | 2,8        | −0,1       | 6,9        |
| Température maximale moyenne (°C)           | 5          | 5,9        | 7,2        | 10,7       | 15,9       | 21,1      | 26,2      | 25,3      | 22,1      | 15,8       | 8,4        | 5,5        | 14,1       |
| Record de froid (°C) date du record         | −25 1950   | −23,9 1950 | −21,7 1956 | −18,9 1955 | −11,7 1967 | −7,2 2010 | −3,3 2010 | −2,2 1985 | −7,2 1986 | −12,2 1971 | −16,7 1985 | −25 1990   | −25 1950   |
| Record de chaleur (°C) date du record       | 18,9 1983  | 20 1986    | 21,1 2004  | 25,6 1981  | 31,1 1954  | 36,1 2004 | 36,1 2008 | 35,6 1971 | 35,6 1988 | 31,1 1991  | 25,6 1966  | 20 1980    | 36,1 2004  |
| Précipitations (mm)                         | 159,5      | 131,8      | 133,6      | 90,2       | 71,1       | 39,6      | 9,1       | 14,5      | 31        | 75,4       | 131,3      | 145,8      | 1 033,3    |
| dont neige (cm)                             | 92,7       | 86,1       | 88,6       | 57,9       | 19,1       | 3         | 0         | 0         | 0,8       | 7,9        | 46,2       | 78,7       | 481,3      |
| Record de pluie en 24 h (mm) date du record | 149,9 1953 | 83,8 1986  | 80,3 1970  | 52,1 1991  | 76,2 1957  | 66 1958   | 29,2 1974 | 49,5 1984 | 84,3 1957 | 139,7 1962 | 109,7 1960 | 139,7 1996 | 149,9 1953 |

| Diagramme climatique                                  |              |              |              |             |             |            |             |           |             |              |              |
| J                                                     | F            | M            | A            | M           | J           | J          | A           | S         | O           | N            | D            |
| 5−6,6159,5                                            | 5,9−6,2131,8 | 7,2−4,9133,6 | 10,7−2,490,2 | 15,91,471,1 | 21,14,939,6 | 26,27,69,1 | 25,36,714,5 | 22,14,731 | 15,81,175,4 | 8,4−2,9131,3 | 5,5−5,5145,8 |
| Moyennes : • Temp. maxi et mini °C • Précipitation mm |              |              |              |             |             |            |             |           |             |              |              |

### Faune et flore

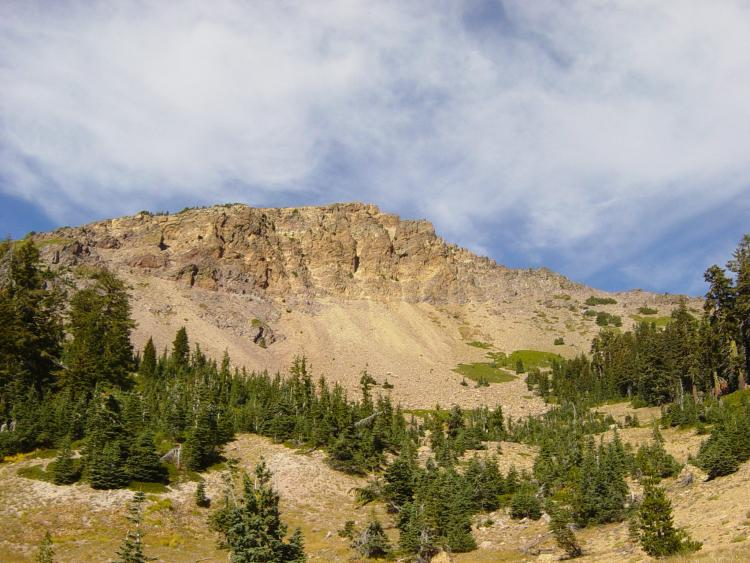
Vue de la végétation éparse sous le versant nord de Brokeoff Mountain.

À basse altitude, des fourrés d'Aulnes rouges, des Cèdres blancs de Californie, des Sapins rouges et des Pins argentés sont présents. Près des sommets se trouvent essentiellement des Pruches subalpines, des Pins tordus,. De nombreuses espèces de plantes à fleurs parsèment les pentes de la montagne, avec une floraison en juillet dans sa partie inférieure et mi-août dans sa partie supérieure. Ainsi, il est possible de rencontrer, outre diverses espèces de lupins et d'érythrones, Holodiscus discolor, Ribes montigenum, Hackelia californica, Linanthus pungens, Erysimum capitatum, Castilleja applegatei, Castilleja miniata, Ipomopsis aggregata, Penstemon spectabilis, Ranunculus alismifolius, Lewisia triphylla, Dodecatheon alpinum, Viola bakeri et Senecio fremontii.
Des aigles et des faucons peuvent être aperçus dans les rochers les plus élevés. Parmi les passereaux figurent des juncos, des paridés, des tyrannidés et le Piranga à tête rouge. Des espèces de sciuridés et de pikas ainsi que des cervidés vivent autour de la montagne.

## Histoire
Avant l'arrivée des pionniers en Californie, la région du pic Lassen est occupée par des milliers d'Amérindiens regroupés en quatre tribus principales. Ils vivent de la pêche, de la chasse et de la cueillette. La région autour du pic Lassen devient un refuge pour les colons au cours du XIXe siècle. Les caravanes empruntent les pistes sinueuses du Nobles Emigrant Trail qui relie le désert de Black Rock à la vallée de Sacramento en coupant à travers la région entre Susanville et Fort Reading. Peter Lassen, un forgeron et guide réputé immigrant dano-américain, acquiert un grand mérite dans les années 1840 en escortant les immigrants californiens. Les traces de volcanisme, considéré comme éteint, rendent la région attractive. Malgré les mises en garde contraires des Amérindiens, déclarant qu'« un jour la montagne exploserait en morceaux », les colons continuent à s'installer. En 1865, T.M. Boardman et le médecin et chimiste Mathias Supan de Red Bluff commencent à exploiter l'argile sulfurée sur une parcelle autour de Sulphur Works. Ils raffinent le minerai et exportent leurs produits jusqu'à San Francisco. Toutefois, Supan divorce en 1886 et le matériel de la mine revient à son ex-femme Angeline, qui obtient un titre de propriété pour 65 hectares en 1900,,. L'éruption du pic Lassen, en mai 1914, qui produit pendant les sept années suivantes une centaine d'explosions, contribue au classement de la zone en parc national en 1916. La tour d'observation d'incendies du pic Lassen est reconstruite au sommet de Brokeoff Mountain. John Gransbury y sert pendant quatorze ans comme garde pour le compte du Service des forêts durant la période des incendies, tandis qu'il reste volontairement stationné dans le parc le reste de l'année, parfois enseveli dans la neige, avant de mourir en 1838. Avec la Grande Dépression, l'activité baisse rapidement et la famille Supan se contente de faire paître leurs 75 têtes de bétail en passant l'été dans leur refuge. Milton Supan, fils de Mathias et Angeline, ainsi que ses propres enfants abandonnent l'exploitation et développent un centre touristique dans les années 1940. Une station de sports d'hiver est construite et les 204 sources chaudes sont exploitées pour leurs propriétés thermales jusqu'en 1951, date à laquelle les autorités du parc rachètent de force les terrains. Aucune trace d'exploitation ne subsiste,,. Il ne reste plus non plus de vestige de la tour d'observation d'incendies, après que celle-ci est devenue hors d'usage avec l'imagerie satellite et a été entièrement démontée.

## Activités

### Agriculture
Le piémont occidental du mont Tehama, situé sur la municipalité de Manton, est exploité par un producteur viticole. Tirant profit des qualités du sol vers 800 mètres d'altitude, il y fait pousser des cépages chardonnay, syrah et durif. Plusieurs certifications et prix de qualité ont été obtenus. La propriété, nommée Mount Tehama Winery, reprend l'image stylisée d'un volcan sur son logo.

### Protection environnementale

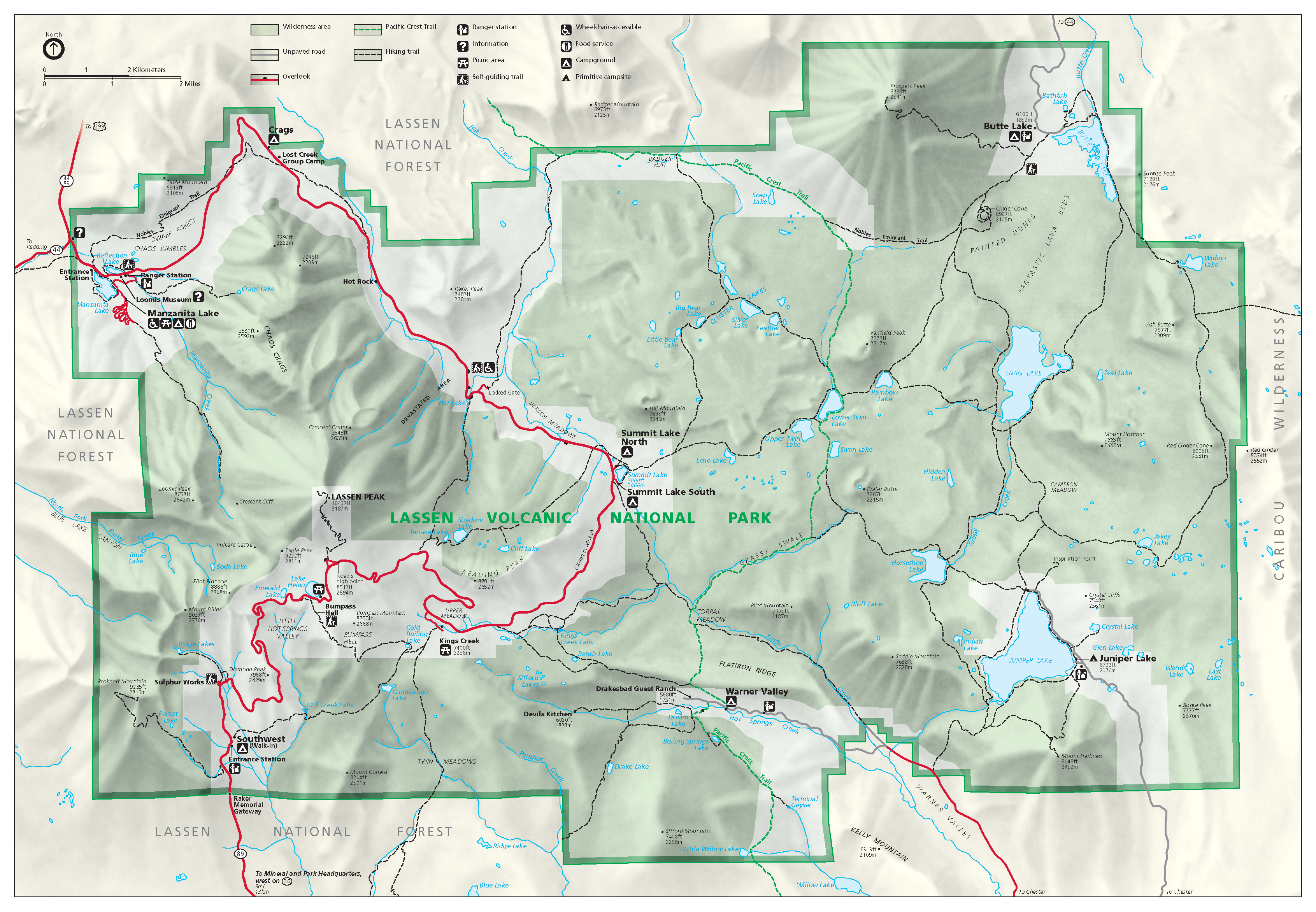
Carte du parc national volcanique de Lassen avec l'aire sauvage volcanique de Lassen en vert foncé.

Le mont Tehama est inclus dans le parc national volcanique de Lassen, qui occupe une superficie de 429 km2 au sein de la Forêt nationale de Lassen, elle-même dix fois plus étendue. Brokeoff Mountain, l'essentiel du mont Diller, la moitié nord-ouest de Pilot Pinnacle et le mont Conard font partie de l'aire sauvage volcanique de Lassen (Lassen Volcanic Wilderness Area) ; celle-ci est coupée en deux par la route qui traverse la caldeira,,.

### Randonnée

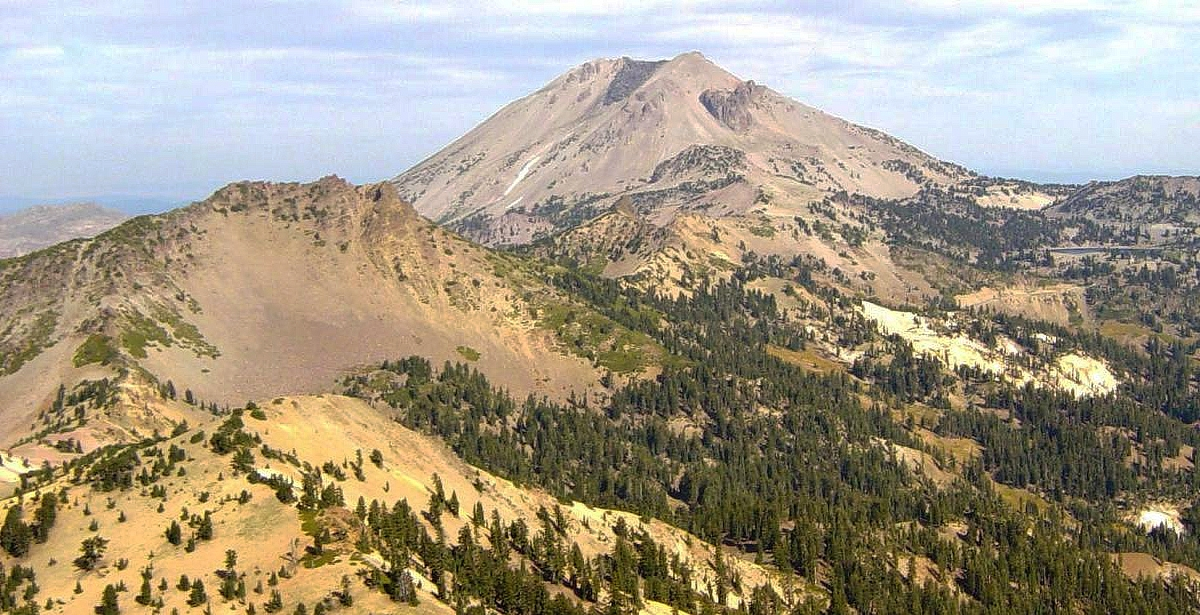
Vue du mont Diller à gauche et du pic Lassen au centre depuis le sommet de Brokeoff Mountain.

La pratique de la randonnée pédestre est particulièrement populaire sur la montagne pendant l'été. Les différents sentiers proposent des marches durant entre quatre et sept heures, pour une distance de 11,5 kilomètres, et offrent des vues spectaculaires sur le mont Diller, le pic Lassen, Chaos Crags, le mont Conard et le mont Shasta,,. L'ascension de Brokeoff Mountain, réservée aux bons marcheurs, est possible par le versant sud, depuis le centre touristique de Kohm Yah-mah-nee à l'entrée sud-ouest du parc national, ou en quittant le sentier de Heart Lake Twin Meadows qui passe au sud-ouest du sommet. L'approche vers le sommet est plus directe en hiver, avec la neige, et s'étend sur 9,5 kilomètres,. Le versant méridional est alors praticable à ski ou en snowboard. La traversée entre Brokeoff Mountain et le pic Lassen, passant par le mont Diller, comporte quelques passages techniques,. Il existe plusieurs possibilités de camping dans ou autour du parc, la plus proche étant située à son entrée sud-ouest. Une vigilance est requise à propos des risques volcaniques, qu'ils soient explosifs, effusifs ou représentés par des lahars.